# Cedar Glen West
Cedar Glen West – jednostka osadnicza w Stanach Zjednoczonych, w stanie New Jersey, w hrabstwie Ocean.